# Mystides japonica
Mystides japonica är en ringmaskart som beskrevs av Imajima 2003. Mystides japonica ingår i släktet Mystides och familjen Phyllodocidae. Inga underarter finns listade i Catalogue of Life.